# Première circonscription des Pyrénées-Atlantiques
La première circonscription des Pyrénées-Atlantiques est l'une des 6 circonscriptions législatives françaises que compte le département des Pyrénées-Atlantiques (64) situé en région Nouvelle-Aquitaine.

## Description géographique et démographique

### De 1958 à 1986
Le département avait quatre circonscriptions.
La première circonscription des Pyrénées-Atlantiques était composée de :
- canton de Garlin
- canton de Lembeye
- canton de Lescar
- canton de Montaner
- canton de Morlaàs
- canton de Nay-Est
- canton de Nay-Ouest
- canton de Pau-Est
- canton de Pau-Ouest
- canton de Pontacq
- canton de Thèze

Source : Journal Officiel du 14-15 Octobre 1958.

### Depuis 1988
La première circonscription des Pyrénées-Atlantiques est délimitée par le découpage électoral de la loi no 86-1197 du 24 novembre 1986
, elle regroupe les divisions administratives suivantes : 
- canton de Pau-Nord,
- canton de Pau-Centre,
- canton de Pau-Ouest,
- canton de Billère,
- canton de Lescar.

Elle comprend une partie de la ville de Pau et de son agglomération. C'est donc une circonscription urbaine, qui comprend cependant quelques communes rurales.
D'après le recensement général de la population en 1999, réalisé par l'Institut national de la statistique et des études économiques (INSEE), la population totale de cette circonscription est estimée à 95320 habitants,.

## Historique des députations
| Législature | Début de mandat | Fin de mandat  | Député                    | Parti politique | Observations |
| ----------- | --------------- | -------------- | ------------------------- | --------------- | --- |
| Ire         | 9 décembre 1958 | 9 octobre 1962 | Pierre Sallenave          | CNIP            | Mandat écourté à la suite d'une dissolution parlementaire décidée par Charles de Gaulle.                                                                       |
| IIe         | 6 décembre 1962 | 2 avril 1967   | Pierre Sallenave          | CD              | |
| IIIe        | 3 avril 1967    | 30 mai 1968    | André Labarrère           | FGDS            | Mandat écourté à la suite d'une dissolution parlementaire décidée par Charles de Gaulle.                                                                       |
| IVe         | 11 juillet 1968 | 1er avril 1973 | Pierre Sallenave          | PDM             | |
| Ve          | 2 avril 1973    | 2 avril 1978   | André Labarrère           | PS              | |
| VIe         | 3 avril 1978    | 22 mai 1981    | André Labarrère           | PS              | Mandat écourté à la suite d'une dissolution parlementaire décidée par François Mitterrand.                                                                     |
| VIIe        | 2 juillet 1981  | 7 mai 1981     | André Labarrère           | PS              | Remplacé à partir du 7 mai 1981 par Georges Labazée (PS) à la suite de sa nomination au gouvernement.                                                          |
| VIIe        | 7 mai 1981      | 1er avril 1986 | Georges Labazée           | PS              | Remplacé à partir du 7 mai 1981 par Georges Labazée (PS) à la suite de sa nomination au gouvernement.                                                          |
| VIIIe       | 2 avril 1986    | 14 mai 1988    | Aucun                     | Aucun           | Proportionnelle par département, pas de député par circonscription. Mandat écourté à la suite d'une dissolution parlementaire décidée par François Mitterrand. |
| IXe         | 23 juin 1988    | 1er avril 1993 | René Cazenave,            | PS,             | |
| Xe          | 2 avril 1993    | 21 avril 1997  | Jean Gougy,               | RPR,            | Mandat écourté à la suite d'une dissolution parlementaire décidée par Jacques Chirac.                                                                          |
| XIe         | 12 juin 1997    | 18 juin 2002   | Martine Lignières-Cassou  | PS              | |
| XIIe        | 19 juin 2002    | 19 juin 2007   | Martine Lignières-Cassou, | PS,             | |
| XIIIe       | 20 juin 2007    | 19 juin 2012   | Martine Lignières-Cassou, | PS,             | |
| XIVe        | 20 juin 2012    | 20 juin 2017   | Martine Lignières-Cassou  | PS              | |
| XVe         | 21 juin 2017    | 21 juin 2022   | Josy Poueyto              | MoDem           | |
| XVIe        | 22 juin 2022    | 9 juin 2024    | Josy Poueyto              | MoDem           | Mandat écourté à la suite d'une dissolution parlementaire décidée par Emmanuel Macron.                                                                         |
| XVIIe       | 8 juillet 2024  | En cours       | Josy Poueyto              | MoDem           | |

## Historique des élections

### Élections de 1958
| Candidat       | Candidat             | Parti          | Premier tour | Premier tour | Second tour | Second tour |  |
| Candidat       | Candidat             | Parti          | Voix         | %            | Voix        | %           |  |
| -------------- | -------------------- | -------------- | ------------ | ------------ | ----------- | ----------- |  |
|                | Pierre Sallenave élu | CNIP           | 18 781       | 29,04        | 31 891      | 49,65       |  |
|                | Pierre de Chevigné   | MRP            | 11 067       | 17,11        | 36          | 0,06        |  |
|                | Maurice Plantier     | UNR            | 10 322       | 15,96        | 13 008      | 20,25       |  |
|                | René Cassagne        | Radsoc         | 9 249        | 14,3         | 14 507      | 22,59       |  |
|                | Pierre Couret        | SFIO           | 5 781        | 8,94         | Retrait     | Retrait     |  |
|                | Jean Marquine        | PCF            | 5 098        | 7,88         | 4 788       | 7,45        |  |
|                | Maurice Delom-Sorbé  | UDSR           | 4 374        | 6,76         | Retrait     | Retrait     |  |
|                |                      |                |              |              |             |             |  |
| Inscrits       | Inscrits             | Inscrits       | 87 212       | 100,00       | 87 018      | 100,00      |  |
| Abstentions    | Abstentions          | Abstentions    | 21 215       | 24,33        | 21 807      | 25,06       |  |
| Votants        | Votants              | Votants        | 65 997       | 75,67        | 65 211      | 74,94       |  |
| Blancs et nuls | Blancs et nuls       | Blancs et nuls | 1 325        | 2,01         | 981         | 1,5         |  |
| Exprimés       | Exprimés             | Exprimés       | 64 672       | 97,99        | 64 230      | 98,5        |  |

Le suppléant de Pierre Sallenave était Jean Labarrère, agriculteur, conseiller général, maire d'Asson.

### Élections de 1962
| Candidat       | Candidat                       | Parti          | Premier tour | Premier tour | Second tour | Second tour |  |
| Candidat       | Candidat                       | Parti          | Voix         | %            | Voix        | %           |  |
| -------------- | ------------------------------ | -------------- | ------------ | ------------ | ----------- | ----------- |  |
|                | Pierre Sallenave sortant réélu | CNIP           | 18 878       | 33,47        | 29 919      | 47,8        |  |
|                | Maurice Plantier               | UNR-UDT        | 17 468       | 30,97        | 24 770      | 39,58       |  |
|                | Roger Coudassot                | SFIO           | 6 288        | 11,15        | Retrait     | Retrait     |  |
|                | André Bourdalé-Dufau           | MRP            | 6 014        | 10,66        | Retrait     | Retrait     |  |
|                | Marie Dufourcq                 | PCF            | 5 602        | 9,93         | 7 898       | 12,62       |  |
|                | Michel Duthu                   | PSU            | 2 153        | 3,82         |             |             |  |
|                |                                |                |              |              |             |             |  |
| Inscrits       | Inscrits                       | Inscrits       | 92 016       | 100,00       | 90 913      | 100,00      |  |
| Abstentions    | Abstentions                    | Abstentions    | 34 194       | 37,16        | 26 805      | 29,48       |  |
| Votants        | Votants                        | Votants        | 57 822       | 62,84        | 64 108      | 70,52       |  |
| Blancs et nuls | Blancs et nuls                 | Blancs et nuls | 1 419        | 2,45         | 1 521       | 2,37        |  |
| Exprimés       | Exprimés                       | Exprimés       | 56 403       | 97,55        | 62 587      | 97,63       |  |

Le suppléant de Pierre Sallenave était Jean Labarrère, agriculteur-exploitant, conseiller général du canton de Nay-Ouest, maire d'Asson.

### Élections de 1967
| Candidat       | Candidat                 | Parti          | Premier tour | Premier tour | Second tour | Second tour |  |
| Candidat       | Candidat                 | Parti          | Voix         | %            | Voix        | %           |  |
| -------------- | ------------------------ | -------------- | ------------ | ------------ | ----------- | ----------- |  |
|                | Pierre Sallenave sortant | CNIP (PDM)     | 26 808       | 34,73        | 26 614      | 33,43       |  |
|                | Maurice Plantier         | UD-Ve          | 24 124       | 31,25        | 24 484      | 30,75       |  |
|                | André Labarrère élu      | FGDS (CIR)     | 19 054       | 24,68        | 28 517      | 35,82       |  |
|                | Marie Dufourcq           | PCF            | 7 205        | 9,33         |             |             |  |
|                |                          |                |              |              |             |             |  |
| Inscrits       | Inscrits                 | Inscrits       | 99 146       | 100,00       | 99 139      | 100,00      |  |
| Abstentions    | Abstentions              | Abstentions    | 20 752       | 20,93        | 18 928      | 19,09       |  |
| Votants        | Votants                  | Votants        | 78 394       | 79,07        | 80 211      | 80,91       |  |
| Blancs et nuls | Blancs et nuls           | Blancs et nuls | 1 203        | 1,53         | 596         | 0,74        |  |
| Exprimés       | Exprimés                 | Exprimés       | 77 191       | 98,47        | 79 615      | 99,26       |  |

Le suppléant d'André Labarrère était Henri Prat, ingénieur, adjoint au maire de Mirepeix.

### Élections de 1968
| Candidat       | Candidat                | Parti          | Premier tour | Premier tour | Second tour | Second tour |  |
| Candidat       | Candidat                | Parti          | Voix         | %            | Voix        | %           |  |
| -------------- | ----------------------- | -------------- | ------------ | ------------ | ----------- | ----------- |  |
|                | Pierre Sallenave élu    | CNIP (PDM)     | 27 079       | 35,19        | 45 872      | 60,58       |  |
|                | André Labarrère sortant | FGDS (CIR)     | 24 014       | 31,21        | 29 846      | 39,42       |  |
|                | Nicolas Inchauspé       | UDR (URP)      | 21 086       | 27,4         | Retrait     | Retrait     |  |
|                | Claude Jousselin        | PCF            | 4 773        | 6,2          |             |             |  |
|                |                         |                |              |              |             |             |  |
| Inscrits       | Inscrits                | Inscrits       | 98 384       | 100,00       | 98 389      | 100,00      |  |
| Abstentions    | Abstentions             | Abstentions    | 20 698       | 21,04        | 21 646      | 22          |  |
| Votants        | Votants                 | Votants        | 77 686       | 78,96        | 76 743      | 78          |  |
| Blancs et nuls | Blancs et nuls          | Blancs et nuls | 734          | 0,94         | 1 025       | 1,34        |  |
| Exprimés       | Exprimés                | Exprimés       | 76 952       | 99,06        | 75 718      | 98,66       |  |

Le suppléant de Pierre Sallenave était Jean Labarrère.

### Élections de 1973
| Candidat       | Candidat                 | Parti          | Premier tour | Premier tour | Second tour | Second tour |  |
| Candidat       | Candidat                 | Parti          | Voix         | %            | Voix        | %           |  |
| -------------- | ------------------------ | -------------- | ------------ | ------------ | ----------- | ----------- |  |
|                | André Labarrère élu      | PS (UGSD)      | 34 811       | 40,79        | 44 750      | 50,1        |  |
|                | Pierre Sallenave sortant | CDP (URP)      | 34 595       | 40,54        | 44 573      | 49,9        |  |
|                | Georges Lartigau         | CR (MR)        | 6 992        | 8,19         |             |             |  |
|                | Guy Mahérou              | PCF            | 5 804        | 6,8          |             |             |  |
|                | Raymond Rozier           | FN             | 1 151        | 1,35         |             |             |  |
|                | Marcelin Nunez           | PSU            | 1 093        | 1,28         |             |             |  |
|                | Monique Duthu            | LCR            | 896          | 1,05         |             |             |  |
|                |                          |                |              |              |             |             |  |
| Inscrits       | Inscrits                 | Inscrits       | 107 123      | 100,00       | 107 167     | 100,00      |  |
| Abstentions    | Abstentions              | Abstentions    | 20 569       | 19,2         | 16 608      | 15,5        |  |
| Votants        | Votants                  | Votants        | 86 554       | 80,8         | 90 559      | 84,5        |  |
| Blancs et nuls | Blancs et nuls           | Blancs et nuls | 1 212        | 1,4          | 1 236       | 1,36        |  |
| Exprimés       | Exprimés                 | Exprimés       | 85 342       | 98,6         | 89 323      | 98,64       |  |

Le suppléant d'André Labarrère était Henri Prat.

### Élections de 1978
| Candidat       | Candidat                      | Parti          | Premier tour | Premier tour | Second tour | Second tour |  |
| Candidat       | Candidat                      | Parti          | Voix         | %            | Voix        | %           |  |
| -------------- | ----------------------------- | -------------- | ------------ | ------------ | ----------- | ----------- |  |
|                | André Labarrère sortant réélu | PS             | 38 617       | 37,59        | 53 433      | 50,04       |  |
|                | Jean Gougy                    | RPR            | 25 388       | 24,72        | 53 348      | 49,96       |  |
|                | François Bayrou               | UDF (CDS)      | 20 914       | 20,36        | Retrait     | Retrait     |  |
|                | Bertrand Ferrer               | PCF            | 10 445       | 10,17        |             |             |  |
|                | Joël Tanguy Le Gac            | Écologie 78    | 4 467        | 4,35         |             |             |  |
|                | Eliane Cariou                 | Divers         | 1 341        | 1,31         |             |             |  |
|                | Jean-Pierre Courtois          | LO             | 783          | 0,76         |             |             |  |
|                | Monique Duthu                 | LCR (CCA)      | 390          | 0,39         |             |             |  |
|                | Alain Bérit-Debat             | UOPDP          | 370          | 0,36         |             |             |  |
|                |                               |                |              |              |             |             |  |
| Inscrits       | Inscrits                      | Inscrits       | 123 432      | 100,00       | 123 356     | 100,00      |  |
| Abstentions    | Abstentions                   | Abstentions    | 18 985       | 15,38        | 14 918      | 12,09       |  |
| Votants        | Votants                       | Votants        | 104 447      | 84,62        | 108 438     | 87,91       |  |
| Blancs et nuls | Blancs et nuls                | Blancs et nuls | 1 732        | 1,66         | 1 657       | 1,53        |  |
| Exprimés       | Exprimés                      | Exprimés       | 102 715      | 98,34        | 106 781     | 98,47       |  |

Le suppléant d'André Labarrère était Georges Labazée.

### Élections de 1981
| Candidat       | Candidat                      | Parti          | Premier tour | Premier tour | Second tour | Second tour |  |
| Candidat       | Candidat                      | Parti          | Voix         | %            | Voix        | %           |  |
| -------------- | ----------------------------- | -------------- | ------------ | ------------ | ----------- | ----------- |  |
|                | André Labarrère sortant réélu | PS             | 46 658       | 49,41        | 59 794      | 58,99       |  |
|                | Jean Gougy                    | RPR (UNM)      | 23 914       | 25,32        | 41 574      | 41,01       |  |
|                | François Bayrou               | UDF (CDS)      | 15 119       | 16,01        |             |             |  |
|                | Bernard Ferrer                | PCF            | 5 879        | 6,23         |             |             |  |
|                | Michel Hausard                | MÉP            | 2 331        | 2,47         |             |             |  |
|                | Jean-Michel Cazalet           | Divers gauche  | 535          | 0,57         |             |             |  |
|                |                               |                |              |              |             |             |  |
| Inscrits       | Inscrits                      | Inscrits       | 130 542      | 100,00       | 130 517     | 100,00      |  |
| Abstentions    | Abstentions                   | Abstentions    | 35 293       | 27,04        | 27 676      | 21,2        |  |
| Votants        | Votants                       | Votants        | 95 249       | 72,96        | 102 841     | 78,8        |  |
| Blancs et nuls | Blancs et nuls                | Blancs et nuls | 813          | 0,85         | 1 473       | 1,43        |  |
| Exprimés       | Exprimés                      | Exprimés       | 94 436       | 99,15        | 101 368     | 98,57       |  |

Le suppléant d'André Labarrère était Georges Labazée. Georges Labazée remplaça André Labarrère, nommé membre du gouvernement, du 25 juillet 1981 au 1er avril 1986.

### Élections de 1988
| Candidat       | Candidat               | Parti          | Premier tour | Premier tour | Second tour | Second tour |  |
| Candidat       | Candidat               | Parti          | Voix         | %            | Voix        | %           |  |
| -------------- | ---------------------- | -------------- | ------------ | ------------ | ----------- | ----------- |  |
|                | René Cazenave élu      | PS             | 17 212       | 44,83        | 21 842      | 51,8        |  |
|                | Jean Gougy sortant     | RPR (URC)      | 15 053       | 39,2         | 20 327      | 48,2        |  |
|                | Alexis Arette-Hourquet | FN             | 3 471        | 9,04         |             |             |  |
|                | Georges Recq           | PCF            | 1 553        | 4,04         |             |             |  |
|                | Aline Morize           | Extrême gauche | 691          | 1,8          |             |             |  |
|                | Gaston Laborde         | Divers droite  | 417          | 1,09         |             |             |  |
|                |                        |                |              |              |             |             |  |
| Inscrits       | Inscrits               | Inscrits       | 57 584       | 100,00       | 57 777      | 100,00      |  |
| Abstentions    | Abstentions            | Abstentions    | 18 579       | 32,26        | 14 799      | 25,61       |  |
| Votants        | Votants                | Votants        | 39 005       | 67,74        | 42 978      | 74,39       |  |
| Blancs et nuls | Blancs et nuls         | Blancs et nuls | 608          | 1,56         | 809         | 1,88        |  |
| Exprimés       | Exprimés               | Exprimés       | 38 397       | 98,44        | 42 169      | 98,12       |  |

Le suppléant de René Cazenave était Raymond Delourme, ingénieur chimiste, conseiller général, maire de Billère.

### Élections de 1993
| Candidat       | Candidat                | Parti          | Premier tour | Premier tour | Second tour | Second tour |  |
| Candidat       | Candidat                | Parti          | Voix         | %            | Voix        | %           |  |
| -------------- | ----------------------- | -------------- | ------------ | ------------ | ----------- | ----------- |  |
|                | Jean Gougy élu          | RPR (UPF)      | 17 064       | 43,52        | 22 611      | 57,58       |  |
|                | René Majesté            | PS (ADFP)      | 8 824        | 22,5         | 16 655      | 42,42       |  |
|                | Pierre Esposito         | FN             | 4 331        | 11,04        |             |             |  |
|                | Bernard Laclau-Lacrouts | GÉ (EÉ)        | 3 123        | 7,96         |             |             |  |
|                | Bernard Ferrer          | PCF            | 2 062        | 5,26         |             |             |  |
|                | Raymond Monedi          | Divers droite  | 1 587        | 4,05         |             |             |  |
|                | Jacqueline Maysounave   | LT-LNÉ         | 1 185        | 3,02         |             |             |  |
|                | Pierre Ruscassie        | LCR            | 658          | 1,68         |             |             |  |
|                | Louis Halary            | UDI            | 298          | 0,76         |             |             |  |
|                | Gérard Kientz           | PLN            | 82           | 0,21         |             |             |  |
|                |                         |                |              |              |             |             |  |
| Inscrits       | Inscrits                | Inscrits       | 61 037       | 100,00       | 61 037      | 100,00      |  |
| Abstentions    | Abstentions             | Abstentions    | 19 384       | 31,76        | 18 504      | 30,32       |  |
| Votants        | Votants                 | Votants        | 41 653       | 68,24        | 42 533      | 69,68       |  |
| Blancs et nuls | Blancs et nuls          | Blancs et nuls | 2 439        | 5,86         | 3 267       | 7,68        |  |
| Exprimés       | Exprimés                | Exprimés       | 39 214       | 94,14        | 39 266      | 92,32       |  |

Le suppléant de Jean Gougy était René Claverie, médecin à Lescar.

### Élections de 1997
| Candidat       | Candidat                      | Parti          | Premier tour | Premier tour | Second tour | Second tour |  |
| Candidat       | Candidat                      | Parti          | Voix         | %            | Voix        | %           |  |
| -------------- | ----------------------------- | -------------- | ------------ | ------------ | ----------- | ----------- |  |
|                | Martine Lignières-Cassou élue | PS             | 13 491       | 33,71        | 22 785      | 52,91       |  |
|                | Jean Gougy sortant            | RPR            | 13 285       | 33,2         | 20 281      | 47,09       |  |
|                | Jacques Henriot               | FN             | 4 670        | 11,67        |             |             |  |
|                | Hélène Lérou-Pourqué          | PCF            | 2 578        | 6,44         |             |             |  |
|                | Marie-Elisabeth Belaubre      | Les Verts      | 1 403        | 3,51         |             |             |  |
|                | Jean-Rémy Delyfer             | LDI (MPF)      | 1 287        | 3,22         |             |             |  |
|                | Frédéric Pic                  | Divers         | 901          | 2,25         |             |             |  |
|                | Isabelle Ufferte              | Extrême gauche | 704          | 1,76         |             |             |  |
|                | Jean-Marc Bornet              | US4J           | 667          | 1,67         |             |             |  |
|                | Jacques Mauhourat             | MÉI            | 596          | 1,49         |             |             |  |
|                | Guy-Louis Dumont              | MDC            | 434          | 1,08         |             |             |  |
|                |                               |                |              |              |             |             |  |
| Inscrits       | Inscrits                      | Inscrits       | 62 704       | 100,00       | 62 736      | 100,00      |  |
| Abstentions    | Abstentions                   | Abstentions    | 20 612       | 32,87        | 17 131      | 27,31       |  |
| Votants        | Votants                       | Votants        | 42 092       | 67,13        | 45 605      | 72,69       |  |
| Blancs et nuls | Blancs et nuls                | Blancs et nuls | 2 076        | 4,93         | 2 539       | 5,57        |  |
| Exprimés       | Exprimés                      | Exprimés       | 40 016       | 95,07        | 43 066      | 94,43       |  |

Le suppléant de Martine Lignières-Cassou était André Mariette, cultivateur à Siros.

### Élections de 2002
| Candidat       | Candidat                                 | Parti            | Premier tour | Premier tour | Second tour | Second tour |  |
| Candidat       | Candidat                                 | Parti            | Voix         | %            | Voix        | %           |  |
| -------------- | ---------------------------------------- | ---------------- | ------------ | ------------ | ----------- | ----------- |  |
|                | Martine Lignières-Cassou sortante réélue | PS               | 16 712       | 38,42        | 21 528      | 53,1        |  |
|                | Jean Gougy                               | UMP              | 12 313       | 28,31        | 19 011      | 46,9        |  |
|                | Jean Arriau                              | Divers droite    | 5 116        | 11,76        |             |             |  |
|                | Jacques Henriot                          | FN               | 3 389        | 7,79         |             |             |  |
|                | Louise Mayerau                           | Les Verts        | 1 444        | 3,32         |             |             |  |
|                | Olivier Dartigolles                      | PCF              | 1 009        | 2,32         |             |             |  |
|                | Nadia Markovic                           | LCR              | 715          | 1,64         |             |             |  |
|                | Philippe Arraou                          | Divers           | 656          | 1,51         |             |             |  |
|                | Séverine Degonzague                      | CPNT             | 558          | 1,28         |             |             |  |
|                | Gérard Rever                             | Divers           | 366          | 0,84         |             |             |  |
|                | Nadège Vidal                             | Pôle républicain | 341          | 0,78         |             |             |  |
|                | Antoine Missier                          | LO               | 335          | 0,77         |             |             |  |
|                | Viviane Drouillard                       | MPF              | 327          | 0,75         |             |             |  |
|                | Georges de Pachtere                      | MNR              | 213          | 0,49         |             |             |  |
|                | Céline Houari                            | Divers           | 0            | 0            |             |             |  |
|                |                                          |                  |              |              |             |             |  |
| Inscrits       | Inscrits                                 | Inscrits         | 65 499       | 100,00       | 65 098      | 100,00      |  |
| Abstentions    | Abstentions                              | Abstentions      | 21 144       | 32,28        | 22 859      | 35,11       |  |
| Votants        | Votants                                  | Votants          | 44 355       | 67,72        | 42 239      | 64,89       |  |
| Blancs et nuls | Blancs et nuls                           | Blancs et nuls   | 861          | 1,94         | 1 700       | 4,02        |  |
| Exprimés       | Exprimés                                 | Exprimés         | 43 494       | 98,06        | 40 539      | 95,98       |  |

Le suppléant de Martine Lignières-Cassou était André Mariette.

### Élections de 2007
| Candidat       | Candidat                                 | Parti               | Premier tour | Premier tour | Second tour | Second tour |  |
| Candidat       | Candidat                                 | Parti               | Voix         | %            | Voix        | %           |  |
| -------------- | ---------------------------------------- | ------------------- | ------------ | ------------ | ----------- | ----------- |  |
|                | Martine Lignières-Cassou sortante réélue | PS                  | 15 502       | 36,01        | 23 728      | 55,52       |  |
|                | Bernard Layre                            | UMP                 | 14 752       | 34,27        | 19 012      | 44,48       |  |
|                | Philippe Arraou                          | UDF–MoDem           | 6 888        | 16           |             |             |  |
|                | Bernard Laclau-Lacrouts                  | Les Verts           | 1 311        | 3,05         |             |             |  |
|                | Jacques Henriot                          | FN                  | 1 199        | 2,79         |             |             |  |
|                | Danielle Raucoules                       | PCF                 | 882          | 2,05         |             |             |  |
|                | Alain Garcia                             | LCR                 | 798          | 1,85         |             |             |  |
|                | Sylvia Benoist-Heurtebize                | MPF                 | 507          | 1,18         |             |             |  |
|                | Frédéric Pi                              | Extrême gauche (GA) | 387          | 0,9          |             |             |  |
|                | Michèle Boucau                           | CPNT                | 363          | 0,84         |             |             |  |
|                | Dominique Mialocq                        | Divers              | 293          | 0,68         |             |             |  |
|                | Antoine Missier                          | LO                  | 170          | 0,39         |             |             |  |
|                |                                          |                     |              |              |             |             |  |
| Inscrits       | Inscrits                                 | Inscrits            | 68 553       | 100,00       | 68 348      | 100,00      |  |
| Abstentions    | Abstentions                              | Abstentions         | 24 857       | 36,26        | 24 182      | 35,38       |  |
| Votants        | Votants                                  | Votants             | 43 696       | 63,74        | 44 166      | 64,62       |  |
| Blancs et nuls | Blancs et nuls                           | Blancs et nuls      | 644          | 1,47         | 1 426       | 3,23        |  |
| Exprimés       | Exprimés                                 | Exprimés            | 43 052       | 98,53        | 42 740      | 96,77       |  |

### Élections de 2012
| Candidat       | Candidat                                 | Parti          | Premier tour | Premier tour | Second tour | Second tour |  |
| Candidat       | Candidat                                 | Parti          | Voix         | %            | Voix        | %           |  |
| -------------- | ---------------------------------------- | -------------- | ------------ | ------------ | ----------- | ----------- |  |
|                | Martine Lignières-Cassou sortante réélue | PS             | 14 700       | 37,61        | 20 861      | 57,64       |  |
|                | Nicolas Patriarche                       | UMP            | 9 096        | 23,27        | 15 331      | 42,36       |  |
|                | Philippe Boëll                           | RBM (FN)       | 4 005        | 10,25        |             |             |  |
|                | Olivier Dartigolles                      | FG (PCF)       | 3 451        | 8,83         |             |             |  |
|                | Philippe Arraou                          | CpF (MoDem)    | 2 976        | 7,61         |             |             |  |
|                | Danièle Iriart                           | EÉLV (MÉI)     | 1 962        | 5,02         |             |             |  |
|                | Thibault Chenevière                      | PRV            | 826          | 2,11         |             |             |  |
|                | Mehdi Jabrane                            | Divers         | 514          | 1,31         |             |             |  |
|                | Éric Schatz                              | NPA            | 345          | 0,88         |             |             |  |
|                | Margua Ruland                            | AÉI            | 328          | 0,84         |             |             |  |
|                | Julien Prat                              | Pirate         | 293          | 0,75         |             |             |  |
|                | Michèle Martin                           | LO             | 230          | 0,59         |             |             |  |
|                | David Vitini                             | UPF            | 184          | 0,47         |             |             |  |
|                | Jean Pichai                              | Divers droite  | 178          | 0,46         |             |             |  |
|                |                                          |                |              |              |             |             |  |
| Inscrits       | Inscrits                                 | Inscrits       | 68 853       | 100,00       | 68 848      | 100,00      |  |
| Abstentions    | Abstentions                              | Abstentions    | 28 831       | 41,87        | 30 365      | 44,1        |  |
| Votants        | Votants                                  | Votants        | 40 022       | 58,13        | 38 483      | 55,9        |  |
| Blancs et nuls | Blancs et nuls                           | Blancs et nuls | 934          | 2,33         | 2 291       | 5,95        |  |
| Exprimés       | Exprimés                                 | Exprimés       | 39 088       | 97,67        | 36 192      | 94,05       |  |

### Élections de 2017
|                                                                                       | |                           |                           |                          |
|                                                                                       | | Premier tour 11 juin 2017 | Premier tour 11 juin 2017 | Second tour 18 juin 2017 |
|                                                                                       | |                           |                           |                          |
|                                                                                       | | Nombre                    | % des inscrits            | Nombre                   |
| Inscrits                                                                              | Inscrits                                                                                             | 68 812                    | 100,00                    | 68 809                   |
| Abstentions                                                                           | Abstentions                                                                                          | 32 420                    | 47,11                     | 38 826                   |
| Votants                                                                               | Votants                                                                                              | 36 392                    | 52,89                     | 29 983                   |
|                                                                                       | |                           | % des votants             |                          |
| Bulletins blancs                                                                      | Bulletins blancs                                                                                     | 671                       | 1,84                      | 3 727                    |
| Bulletins nuls                                                                        | Bulletins nuls                                                                                       | 329                       | 0,90                      | 1 640                    |
| Suffrages exprimés                                                                    | Suffrages exprimés                                                                                   | 35 392                    | 97,25                     | 24 616                   |
|                                                                                       | |                           |                           |                          |
| Candidat Étiquette politique (partis et alliances)                                    | Candidat Étiquette politique (partis et alliances)                                                   | Voix                      | % des exprimés            | Voix                     |
|                                                                                       | |                           |                           |                          |
|                                                                                       | Josy Poueyto Mouvement démocrate (La République en marche)                                           | 14 112                    | 39,87                     | 15 438                   |
|                                                                                       | Pauline Roy Les Républicains                                                                         | 5 265                     | 14,88                     | 9 178                    |
|                                                                                       | Jérôme Marbot Parti socialiste                                                                       | 4 427                     | 12,51                     |                          |
|                                                                                       | Séverine Ghedjati La France insoumise                                                                | 4 404                     | 12,44                     |                          |
|                                                                                       | Claudie Cheyroux Front national                                                                      | 3 149                     | 8,90                      |                          |
|                                                                                       | Olivier Dartigolles Parti communiste français (Europe Écologie Les Verts - République et socialisme) | 1 635                     | 4,62                      |                          |
|                                                                                       | Thérèse de BoissezonPartit occitan                                                                   | 752                       | 2,12                      |                          |
|                                                                                       | Frédéric Pic Nouvelle Donne                                                                          | 552                       | 1,56                      |                          |
|                                                                                       | Philippe Krompholtz Debout la France                                                                 | 422                       | 1,19                      |                          |
|                                                                                       | Agnès Hegoburu Lutte ouvrière                                                                        | 282                       | 0,80                      |                          |
|                                                                                       | Élisabeth Meitner Union populaire républicaine                                                       | 261                       | 0,74                      |                          |
|                                                                                       | Djémory Diabaté Mouvement des progressistes                                                          | 131                       | 0,37                      |                          |
| Source : Ministère de l'Intérieur - Première circonscription des Pyrénées-Atlantiques | |                           |                           |                          |

### Élections de 2022
| Résultats des élections législatives des 12 et 19 juin 2022 de la 1re circonscription des Pyrénées-Atlantiques |                          |                          |                          |              |              |             |             |
| Candidat | Candidat                 | Parti et coalition       | Nuance                   | Premier tour | Premier tour | Second tour | Second tour |
| Candidat | Candidat                 | Parti et coalition       | Nuance                   | Voix         | %            | Voix        | %           |
| | Jean-Yves Lalanne        | GDS (NUPES)              | NUP                      | 11 318       | 31,78        | 16 412      | 49,22       |
| | Josy Poueyto             | MoDem (ENS)              | ENS                      | 11 243       | 31,57        | 16 929      | 50,78       |
| | Francois Verriere        | RN                       | RN                       | 4 991        | 14,01        |             |             |
| | Sandrine Lafargue        | LR (UDC)                 | LR                       | 2 709        | 7,61         |             |             |
| | Juliette Gillot          | REC                      | REC                      | 1 433        | 4,02         |             |             |
| | Jacques-Henri Soulère    | RES                      | DIV                      | 1 315        | 3,69         |             |             |
| | Muriel Lorenzi           | MHAN                     | ECO                      | 1 016        | 2,85         |             |             |
| | Jean-Jacques Pinoteau    | EPL                      | DIV                      | 526          | 1,48         |             |             |
| | David Ponsard Vidal      | LP (UPF)                 | DSV                      | 403          | 1,13         |             |             |
| | Agnès Hegoburu           | LO                       | DXG                      | 339          | 0,95         |             |             |
| | Cédric Andraud           | PA                       | ECO                      | 324          | 0,91         |             |             |
| Votes valides                                                                                                  | Votes valides            | Votes valides            | Votes valides            | 35 617       | 97,51        | 33 341      | 92,04       |
| Votes blancs                                                                                                   | Votes blancs             | Votes blancs             | Votes blancs             | 670          | 1,83         | 1 871       | 5,16        |
| Votes nuls | Votes nuls               | Votes nuls               | Votes nuls               | 239          | 0,65         | 1 013       | 2,80        |
| Total | Total                    | Total                    | Total                    | 36 526       | 100          | 36 225      | 100         |
| Abstention | Abstention               | Abstention               | Abstention               | 32 478       | 47,07        | 32 791      | 47,51       |
| Inscrits / participation                                                                                       | Inscrits / participation | Inscrits / participation | Inscrits / participation | 69 004       | 52,93        | 69 016      | 42,49       |

### Élections de 2024
- Député sortant : Josy Poueyto (Mouvement démocrate)

| Candidat                 | Candidat                 | Parti et coalition       | Nuances                  | Premier tour | Premier tour | Second tour | Second tour |
| Candidat                 | Candidat                 | Parti et coalition       | Nuances                  | Voix         | %            | Voix        | %           |
| ------------------------ | ------------------------ | ------------------------ | ------------------------ | ------------ | ------------ | ----------- | ----------- |
|                          | François Verrière        | RN                       | RN                       | 13 490       | 27,96        | 15 455      | 33,31       |
|                          | Josy Poueyto             | MoDem (ENS)              | ENS                      | 12 939       | 26,82        | 30 942      | 66,69       |
|                          | Jean-Yves Lalanne        | GDS                      | DVG                      | 9 625        | 19,95        | Retrait     | Retrait     |
|                          | Jean Sanroman            | LFI (NFP)                | UG                       | 6 305        | 13,07        |             |             |
|                          | Sandrine Lafargue        | LR                       | LR                       | 4 304        | 8,92         |             |             |
|                          | Jérémy Zen               | LMPA (TUPV)              | ECO                      | 1 215        | 2,52         |             |             |
|                          | Agnès Hegoburu           | LO                       | EXG                      | 366          | 0,76         |             |             |
|                          |                          |                          |                          |              |              |             |             |
| Votes valides            | Votes valides            | Votes valides            | Votes valides            | 48 244       | 97,64        | 46 397      | 94,00       |
| Votes blancs             | Votes blancs             | Votes blancs             | Votes blancs             | 813          | 1,65         | 2 128       | 4,31        |
| Votes nuls               | Votes nuls               | Votes nuls               | Votes nuls               | 351          | 0,71         | 831         | 1,68        |
| Total                    | Total                    | Total                    | Total                    | 49 408       | 100          | 49 356      | 100         |
| Abstention               | Abstention               | Abstention               | Abstention               | 20 039       | 28,86        | 20 098      | 28,94       |
| Inscrits / participation | Inscrits / participation | Inscrits / participation | Inscrits / participation | 69 447       | 71,14        | 69 454      | 71,06       |

#### Département des Pyrénées-Atlantiques
- La fiche de l'INSEE de cette circonscription : « Tableaux et Analyses de la première circonscription des Pyrénées-Atlantiques », sur insee.fr, site de l'Institut national de la statistique et des études économiques (consulté le 10 juin 2007) [PDF]

- « Tous les députés du département des Pyrénées-Atlantiques depuis 1789 », sur assemblee-nationale.fr, site de l'Assemblée nationale française (consulté le 10 juin 2007)

- « Informations contentieuses sur le département des Pyrénées-Atlantiques (Élections législatives de 2002) »(Archive.org • Wikiwix • Archive.is • Google • Que faire ?), sur conseil-constitutionnel.fr, site du Conseil constitutionnel (consulté le 13 juin 2007)

#### Circonscriptions en France
- « Carte des circonscriptions législatives en France », sur assemblee-nationale.fr, site de l'Assemblée nationale française (consulté le 20 juin 2007)

- « Résultats électoraux officiels en France »(Archive.org • Wikiwix • Archive.is • Google • Que faire ?), sur interieur.gouv.fr, site du ministère de l'Intérieur (France) (consulté le 13 juin 2007)

- Description et Atlas des circonscriptions électorales de France sur http://www.atlaspol.com, Atlaspol, site de cartographie géopolitique, consulté le 13 juin 2007.